# Chema González
José María González Calvo, también conocido como Chema González (Zaragoza, España, 15 de agosto de 1991) es un jugador de baloncesto español, que ocupa la posición de pívot. Actualmente juega en el Palencia Baloncesto de la Liga ACB.

## Trayectoria
Formado en la cantera del Baloncesto Fuenlabrada.
En la temporada 2010/11 jugó cedido en el Club Baloncesto Illescas,  en la Adecco LEB Plata, con unos números discretos en los once partidos que disputó a lo largo de la liga. Jugó una media de nueve minutos, anotando 23 puntos, es decir, 2 puntos por partido, capturando el mismo número de rebotes (14 defensivos y 9 ofensivos), dio una asistencia, robó 6 balones, perdió 9, puso dos tapones y recibió otros dos, cometió 15 faltas personales y recibió 10, para una valoración total de 26, o lo que es lo mismo, 2,3 por partido.
En la temporada 2013/14 jugó cedido en el Fundación Baloncesto Fuenlabrada,  en la que fue campeón de la Adecco LEB Plata.
En la temporada 2014/15 jugó cedido en el Cocinas.com,  en su debut la Adecco LEB Oro, realizando grandes números y una buena temporada, lo que hizo que en 2015, se quedara como jugador de la primera plantilla del Baloncesto Fuenlabrada.
En febrero de 2018 se desvincula del Baloncesto Fuenlabrada para recalar en las filas del Unión Financiera Baloncesto Oviedo con el que disputó 15 partidos, incluidos los play-off de ascenso de LEB Oro a Liga Endesa.
En julio de 2018 regresa de nuevo al Baloncesto Fuenlabrada en la que es su quinta etapa en el club. Chema bajo las órdenes de Jota Cuspinera, promediaría 2’4 puntos y 2’5 rebotes en sus 12 minutos de media.
En julio de 2019, vuelve a retomar su paso por la LEB Oro firmando por Iberojet Palma por una temporada.
El 12 de agosto de 2022, firma por el Palencia Baloncesto de la Liga LEB Oro.